# Aillevillers-et-Lyaumont
Aillevillers-et-Lyaumont is een gemeente in het Franse departement Haute-Saône (regio Bourgogne-Franche-Comté). De plaats maakt deel uit van het arrondissement Lure. Aillevillers-et-Lyaumont telde op 1 januari 2022 1.440 inwoners.

## Geografie
De oppervlakte van Aillevillers-et-Lyaumont bedroeg op 1 januari 2022 36,3 vierkante kilometer; de bevolkingsdichtheid was toen 39,7 inwoners per km².

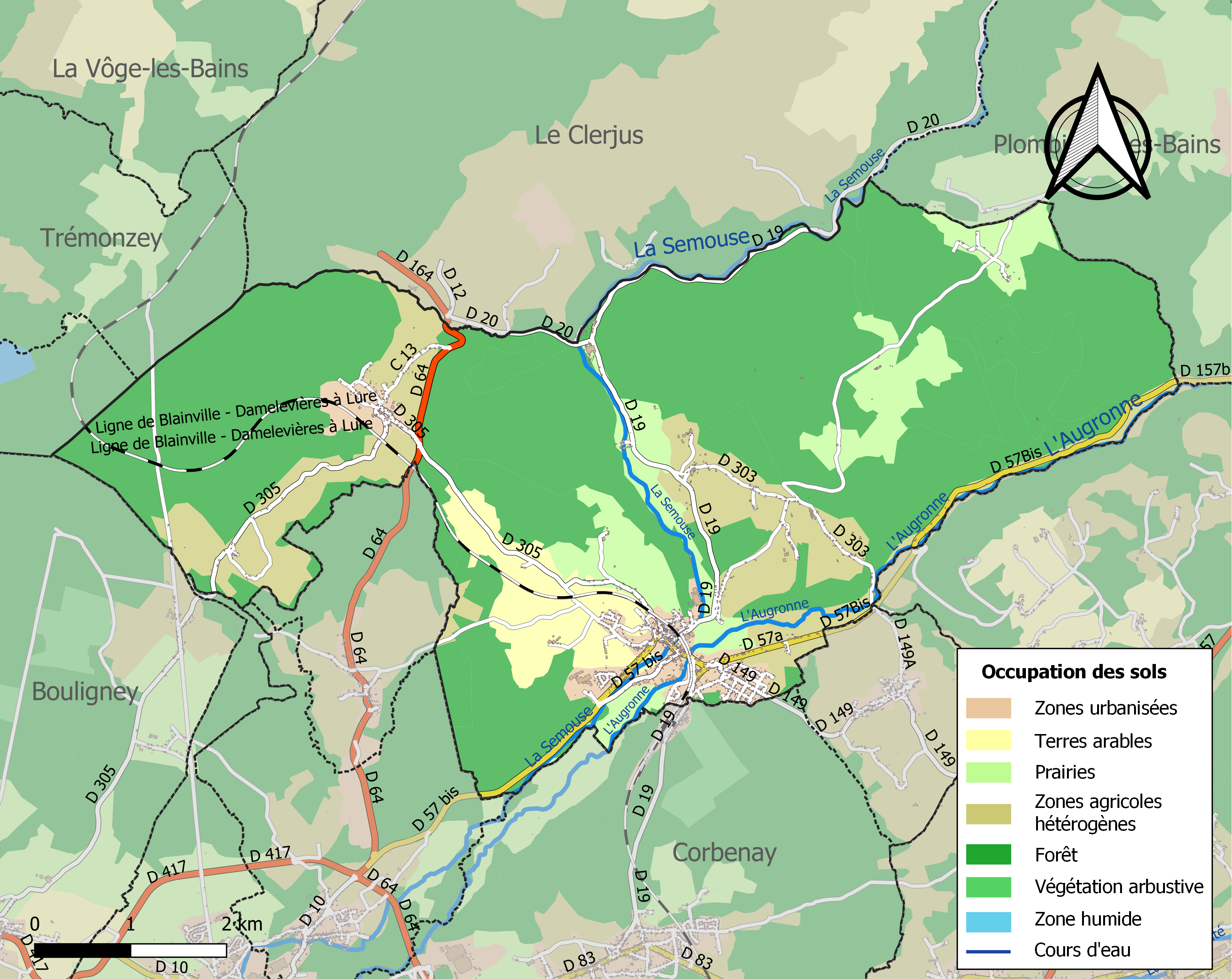
Kaart van de gemeente met de belangrijkste infrastructuur, bodemgebruik en omliggende gemeenten

## Demografie
Onderstaande figuur toont het verloop van het inwonertal (bron: INSEE-tellingen).